# Bertotovce
Bertotovce (deutsch Bertholdsdorf, ungarisch Bertót) ist eine Gemeinde im Osten der Slowakei mit 520 Einwohnern (Stand 31. Dezember 2024) im Okres Prešov, einem Teil des Prešovský kraj und wird zur traditionellen Landschaft Šariš gezählt.

## Geographie

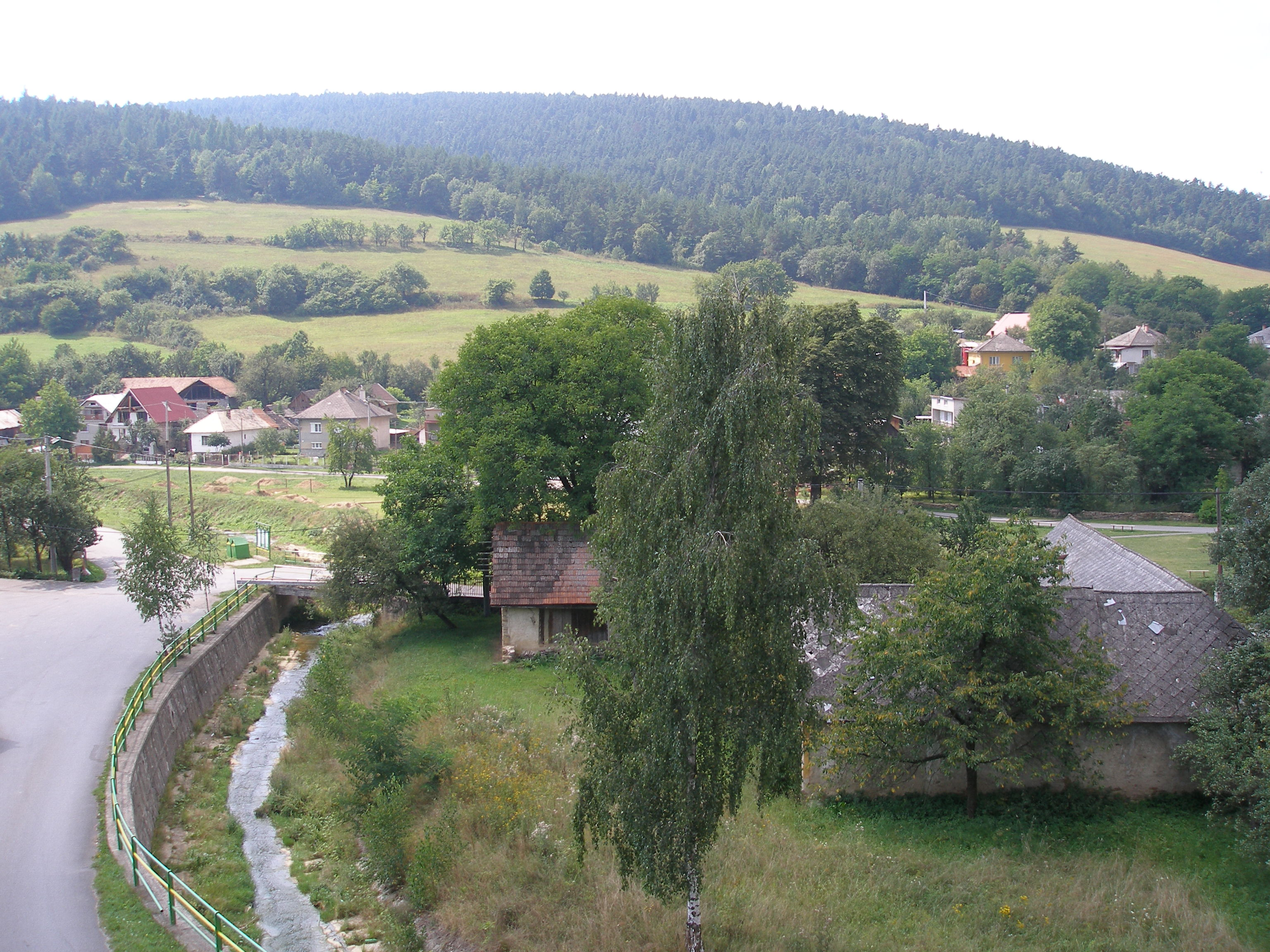
Bertotovce

Die Gemeinde befindet sich im Bergland Šarišská vrchovina im Tal des Flüsschens Veľká Svinka. Die Höhe im knapp 8,5 km² großen Gemeindegebiet reicht von 372 m n.m. bis 643 m n.m. Das Ortszentrum liegt auf einer Höhe von 400 m n.m. und ist 17 Kilometer von Prešov entfernt.
Verkehrsmäßig liegt die Gemeinde an der Straße 1. Ordnung 18 zwischen Levoča und Prešov.

## Geschichte
Der Ort wurde zum ersten Mal 1320 als vila Bertholdi schriftlich erwähnt und gehörte zum Herrschaftsgut von Svinia. 1787 zählte man 57 Häuser und 447 Einwohner und 1828 57 Häuser und 430 Einwohner.
Bis 1918 gehörte der im Komitat Scharosch liegende Ort zum Königreich Ungarn und kam danach zur Tschechoslowakei bzw. heute Slowakei.

## Bevölkerung
| Jahr                | 1994 | 2004     | 2014    | 2024    |
| ------------------- | ---- | -------- | ------- | ------- |
| Anzahl der Personen | 443  | 492      | 487     | 520     |
| Unterschied         |      | +11,06 % | −1,01 % | +6,77 % |

| Jahr                | 2023 | 2024    |
| ------------------- | ---- | ------- |
| Anzahl der Personen | 523  | 520     |
| Unterschied         |      | −0,57 % |

Nach der Volkszählung 2011 wohnten in Bertotovce 491 Einwohner, davon 481 Slowaken, drei Tschechen und ein Russine. Sechs Einwohner machten keine Angabe. 468 Einwohner bekannten sich zur römisch-katholischen Kirche, elf Einwohner zur evangelischen Kirche A. B. und ein Einwohner zur orthodoxen Kirche. Fünf Einwohner waren konfessionslos und bei sechs Einwohnern ist die Konfession nicht ermittelt.
Ergebnisse der Volkszählung 2001 (474 Einwohner):
| Nach Ethnie: - 99,16 % Slowaken - 0,21 % Tschechen | Nach Konfession: - 95,99 % römisch-katholisch - 2,74 % evangelisch - 0,84 % keine Angabe |

## Bauwerke

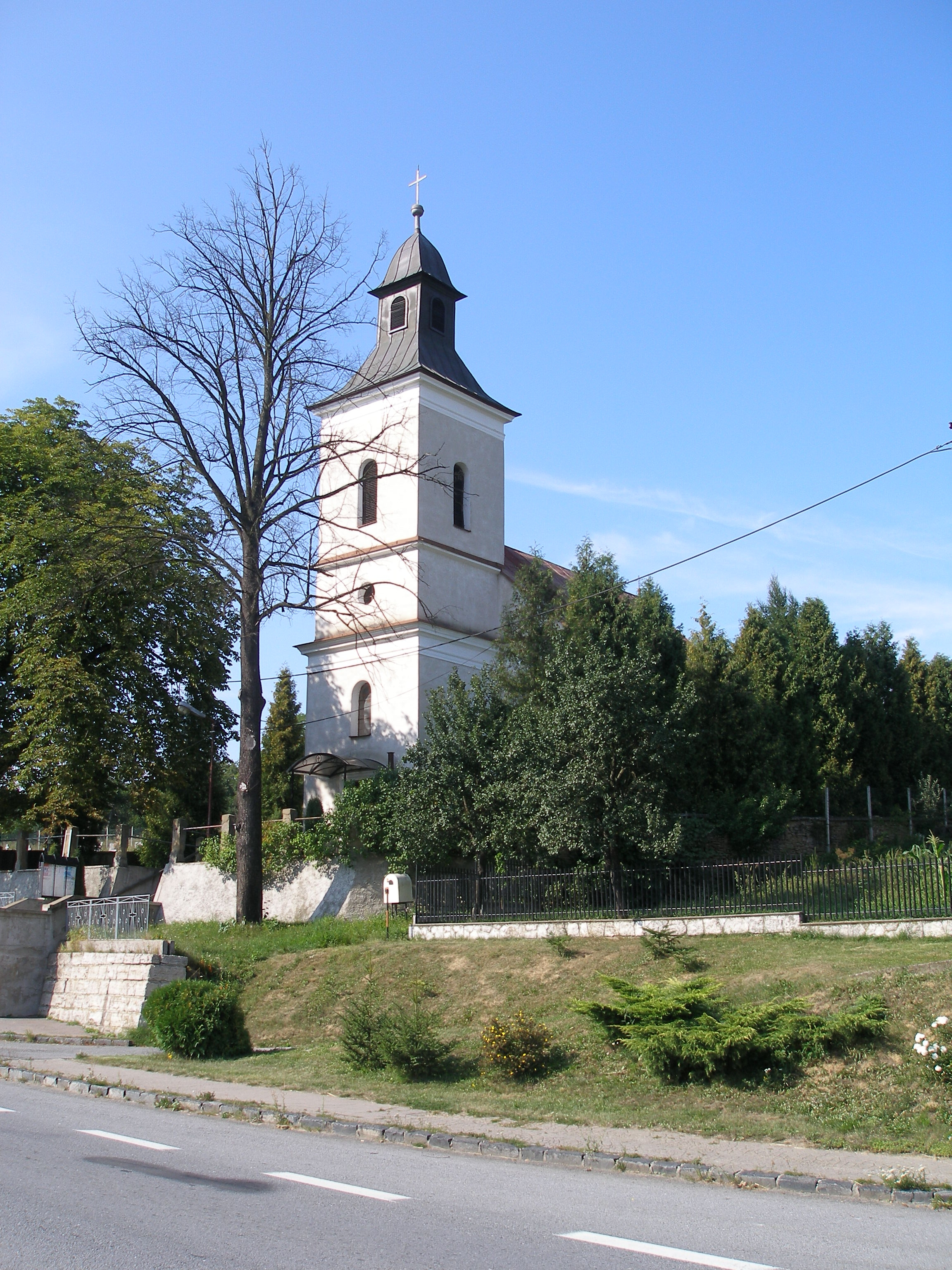
Kirche

- römisch-katholische Kirche im spätklassizistischen Stil aus dem Jahr 1865
- Landschloss im klassizistischen Stil aus den Jahren 1830–1840